# Nazionale femminile di pallacanestro dello Sri Lanka
La nazionale femminile di pallacanestro dello Sri Lanka è la rappresentativa cestistica dello Sri Lanka ed è posta sotto l'egida della Federazione cestistica dello Sri Lanka.

## Piazzamenti

### Campionati asiatici
- 1978 - 9°
- 1980 - 10°
- 1984 - 10°
- 1990 - 10°
- 1992 - 7°

- 1997 - 12°
- 1999 - 9°
- 2001 - 11°
- 2005 - 13°
- 2007 - 12°

- 2009 - 12°
- 2011 - 12°
- 2015 - 12°
- 2017 - 15°
- 2023 - 16°

## Formazioni

### Campionati asiatici
Campionato asiatico femminile di pallacanestro 20014 D. Wijesinghe, 5 N. Jayalath, 6 W. Dissanayake, 7 I. Wijesinghe, 8 I. Sandamali, 9 G. Senanayake, 10 X. Vidanalage, 11 H. Dilaukshi, 12 S. Dissanayake, 13 P. Fernando, 14 S. Herman, 15 N. Neunalla,        All. -
Campionato asiatico femminile di pallacanestro 20054 Beruwalage, 5 Peiris, 6 Wijesinghe, 7 Dissanayake, 8 Sandahale, 9 Podangopa, 10 Romain, 11 H. Silva, 12 Thalagala, 13 Kumari, 14 K. Silva, 15 Weersuriya,        All. -
Campionato asiatico femminile di pallacanestro 20074 Beruwalage, 5 Wanniachchige, 6 Weerasuriya, 7 Gallage, 8 Karunaratne, 9 Gunawijeya, 10 Liyanage Don, 11 Fernando, 12 Don Thalagala, 13 Thewahettige, 14 Silva, 15 Peiris,        All. -
Campionato asiatico femminile di pallacanestro 20094 Beruwalage, 5 Wanniachchige, 6 Bollegala Arachchilage, 7 Gallage, 8 Juwan Pedige, 9 Gunawijeya, 10 Karunaratne, 11 Fernando, 12 Don Thalagala, 14 Silva, 15 Abesinghe,        All. -
Campionato asiatico femminile di pallacanestro 20114 Beruwalage, 5 Wanniachchige, 6 Weerasuriya, 7 Gallage, 8 Juwan Pedige, 9 Gunawijeya, 10 Iddamalgoda, 11 Ekanayake, 12 Don Thalagala, 13 Thewahettige, 14 Silva, 15 Lokukatagodage Perera,        All. Ajith Kuruppu
Campionato asiatico femminile di pallacanestro 20154 Beruwalage, 5 Wanniachchige, 6 Perera, 7 Gallage, 8 Juwan Pedige, 9 Gunawijeya, 10 Rajapakse, 11 Ekanayake, 12 Don Thalagala, 13 Bollegala Arachchilage, 14 Silva, 15 Thewahettige,        All. Shenika Herman
Campionato asiatico femminile di pallacanestro 20174 Beruwalage, 6 Paiva, 7 Ekanayake, 8 Durage, 9 Arachchilage, 10 J. Thewahettige, 11 Iddamalgoda, 12 Don Thalagala, 13 K. Thewahettige, 14 Silva, 15 Karthigesu, 19 Gallage,        All. Tuan Amath
Campionato asiatico femminile di pallacanestro 20231 Washington, 2 Warnakula Arachchilage Dona, 4 Abdul, 5 Morseth, 6 Mills, 7 Ekanayake, 11 Hiniduma Kapuge, 12 Don Thalagala, 14 Samarasinghe Arachchige, 21 Sri Wickramage Don, 22 Direkze, 64 Ravindran,        All. Liyanage Prasanna Jayasinghe